# Mumaella robusta
Mumaella robusta es una especie de arácnido  del orden Solifugae de la familia Daesiidae, la única del género Mumaella.

## Distribución geográfica
Se encuentra en Afganistán.